# Liste der Monuments historiques in Wiwersheim
Die Liste der Monuments historiques in Wiwersheim führt die Monuments historiques in der französischen Gemeinde Wiwersheim auf.

## Liste der Objekte
| Bezeichnung                           | Beschreibung | Standort                         | Kennzeichnung | Schutzstatus | Datum | Bild           |
| ------------------------------------- | --- | -------------------------------- | ------------- | ------------ | ----- | -------------- |
| Glasmalerei                           | vier Fragmente von Kirchenfenstern aus der zweiten Hälfte des 15. Jahrhunderts, eingesetzt in ein Fenster aus der zweiten Hälfte des 19. Jahrhunderts | in der Kirche St-Cyriaque (Lage) | PM67000473    | Classé       | 1977  |                |
| Gemälde Heiliger Stephan              | Ölfarbe auf Leinwand, vergoldeter Holzrahmen, 18. Jahrhundert                                                                                         | in der Kirche St-Cyriaque (Lage) | PM67000475    | Classé       | 1980  |                |
| Pietà                                 | Holz, farbig gefasst, Ende des 15. Jahrhunderts | in der Kirche St-Cyriaque (Lage) | PM67000476    | Classé       | 1980  |                |
| Fünf Gemälde: Passionszyklus          | Ölfarbe auf Leinwand, 18. Jahrhundert; nach Charles Le Brun und Anthonis van Dyck                                                                     | in der Kirche St-Cyriaque (Lage) | PM67000479    | Classé       | 1980  | weitere Bilder |
| Gemälde Moses und die eherne Schlange | Ölfarbe auf Leinwand, 18. Jahrhundert von Joseph Melling                                                                                              | in der Kirche St-Cyriaque (Lage) | PM67000474    | Classé       | 1980  |                |
| Skulptur Anna lehrt Maria das Lesen   | Holz, vergoldet, Ende des 18. Jahrhunderts | in der Kirche St-Cyriaque (Lage) | PM67000477    | Classé       | 1980  |                |
| Skulptur Heiliger Sebastian           | Holz, vergoldet, 18. Jahrhundert | in der Kirche St-Cyriaque (Lage) | PM67000478    | Classé       | 1980  |                |
| Gemälde Grablegung                    | Ölfarbe auf Leinwand, 18. Jahrhundert | in der Kirche St-Cyriaque (Lage) | PM67000480    | Classé       | 1981  |                |